# Lado B Lado A
Lado B Lado A är det tredje albumet från den brasilianska bandet O Rappa. Producerad av Chico Neves, utom låtarna "I handen" och "Side A Side B" som producerats av Bill Laswell.
Låten Lado B Lado A visas i slutet av filmen Tropa de Elite lanseras under 2007.

## Låtar
1. Tribunal De Rua
2. Me Deixa
3. Cristo E Oxalá
4. O Que Sobrou Do Céu
5. Se Não Avisar o Bicho Pega
6. Minha Alma (A Paz Que Eu Não Quero)
7. Lado B Lado A
8. Favela
9. Homem Amarelo
10. Nó De Fumaça
11. A Todas As Comunidades Do Engenho Novo
12. Na Palma Da Mão